# 北方国际
北方国际合作股份有限公司 （深交所：000065）是中国深圳证券交易所的一家上市公司，成立于1997年6月17日，业务范围包括：各类型工业、能源、交通、民用工程建设项目的施工总承包；承包境外工程及境内国际招标工程；自营和代理各类商品及技术的进出口业务；经营进料加工和“三来一补”业务；经营对销贸易和转口贸易；铝型材、铝门窗、铝制品、建筑幕墙和室内外装饰工程设计、制作、施工、机械安装及修理。公司总股本为 16243.712万股（2009年）。
公司总部位于北京市广安门内大街338号港中旅大厦11层，法人代表为胡发荣。